# Tadeusz Smoleński

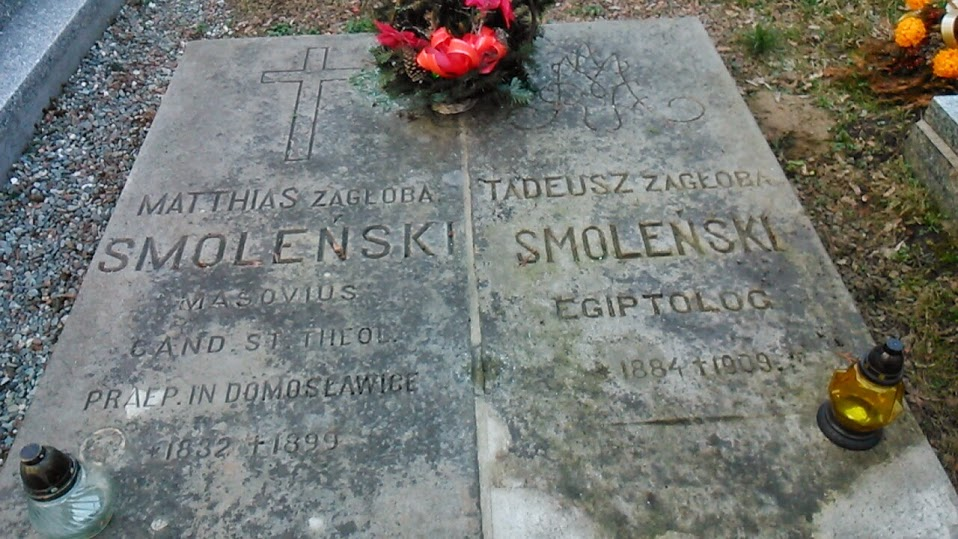
Grób Tadeusza Smoleńskiego na cmentarzu Rakowickim w Krakowie

Tadeusz Samuel Smoleński (ur. 16 sierpnia 1884 w Jaworzu, zm. 29 sierpnia 1909 w Krakowie) – historyk, pierwszy polski egiptolog.

## Życiorys
Ukończył krakowskie III Gimnazjum im. Jana III Sobieskiego i w 1902 roku rozpoczął studia na Uniwersytecie Jagiellońskim. Studiował historię i geografię. W 1904 roku ujawniła się choroba – gruźlica. Gdy leczenie w Rabce i Zakopanem nie przyniosło rezultatów, po kończeniu studiów w 1905 roku wyjechał do Egiptu. Tam pod kierunkiem Gastona Maspero rozpoczął studia z archeologii i filologii egipskiej, publikując następnie rozprawy naukowe. Przełożył na język polski papirus Westcar, który został opublikowany pt. Na dworze Cheopsa (1907). Brał udział w austro-węgierskiej ekspedycji w Szaruna i Gamhud. Część odkrytych wtedy zabytków w postaci sarkofagów antropoidalnych otrzymała Akademia Umiejętności. Obecnie wyeksponowane są one w Muzeum Archeologicznym w Krakowie.
Aby pomóc Smoleńskiemu w sfinansowaniu pobytu w Egipcie powierzono mu funkcję sekretarza komitetu organizacyjnego II Międzynarodowego Kongresu Archeologów Klasycznych w Kairze w 1909 roku. Funkcję tę pełnił od 15 lipca 1908 do 15 maja 1909 roku.
Pod koniec maja wyjechał do kraju. Karierę 25-letniego Smoleńskiego przerwała przedwczesna śmierć. Pochowany na cmentarzu Rakowickim w Krakowie (pas AC).

## Upamiętnienie
Jego praca doktorska, poświęcona inwazji tzw. Ludów Morskich na Egipt za czasów XIX dynastii Północne ludy morskie za Ramzesa II i Minefty  została wydana pośmiertnie z pozostawionych materiałów staraniem Akademii Umiejętności w Krakowie w roku 1912 w wersji polskiej oraz w roku 1915 w wersji francuskiej w Kairze. Dla upamiętnienia jego zasług władze Uniwersytetu Jagiellońskiego utworzyły specjalne stypendium, nazwane imieniem Tadeusza Smoleńskiego.